# Sela nad Podmelcem
Sela nad Podmelcem este o localitate din comuna Tolmin, Slovenia, cu o populație de 9 locuitori.